# 엘리어스 코티스
엘리어스 커테이어스(Elias Koteas, 영어 발음: /kəˈteɪəs/, 1961년 3월 11일 ~ )는 캐나다 출신의 미국 배우이다.

## 출연 작품

### 영화
- 사랑시대 (1987)
- 엑조티카 (1994)
- 신의 전사 (1995)
- 크래쉬 (1996)
- 씬 레드 라인 (1998)
- 키스 (1998)
- 다크 엔젤 (1998)
- 죽음보다 무서운 비밀 (1998)
- 해리슨의 꽃 (2000)
- 콜래트럴 데미지 (2002)
- 아라라트 (2002)
- 더블 타겟 (2007)
- 조디악 (2007)
- 벤자민 버튼의 시간은 거꾸로 간다 (2008)
- 셔터 아일랜드 (2010) - 앤드루 래디스 역
- 자비로운 날들 (2017, My Days of Mercy)

### 텔레비전
- 소프라노스 (2002)
- 아메리칸 대드! (2005-06) - 목소리
- 하우스 (2006)
- CSI: 뉴욕 (2008)
- 세이빙 그레이스 (2009)
- 언포게터블 (2012)
- 킬링 (2013)
- 시카고 파이어 (2013-17)
- 시카고 PD (2014-18)
- 시카고 메드 (2016-18)
- 시카고 저스티스 (2017)
- 골리앗 (2021)